# Paul Is Live
Paul Is Live es el tercer álbum en directo del músico británico Paul McCartney, publicado por la compañía discográfica Parlophone en noviembre de 1993 durante su gira The New World Tour en apoyo del álbum Off the Ground.

## Portada y título
La portada y el título de Paul Is Live son una parodia de la teoría de conspiración de la muerte de Paul, que surgió a raíz de la publicación, en 1969, del álbum de The Beatles Abbey Road:
- La matrícula del Volkswagen Beetle «281F», que leída erróneamente como «28IF», supuestamente hacía referencia a la edad que habría tenido McCartney en 1969 de haber estado vivo, está cambiada por la leyenda «51IS», indicando la edad de McCartney en el momento de la publicación de Paul Is Live.
- McCartney aparece calzado, mientras que en la portada de Abbey Road cruzaba descalzo el paso de peatones.
- Camina sobre su pie izquierdo. En la portada original, McCartney tenía el paso cambiado con respecto al resto de sus compañeros de The Beatles, lo que se interpretó como un símbolo de muerte.
- Sujeta la correa de su perro con la mano izquierda. Al ser zurdo, otra pista de la hipotética muerte de Paul, y su sustitución por un doble, en la portada de Abbey Road era la sujeción de un cigarrillo con su mano derecha.
- Excluye el coche de policía original de la portada de Abbey Road, que se interpretó como un símbolo de soborno a los otros tres beatles para silenciar la muerte de Paul.

El perro que aparece en la portada es Arrow, uno de los hijos de Martha, un perro pastor que inspiró a McCartney la canción «Martha My Dear». La foto de McCartney sujetando a Arrow se superpuso sobre la portada original de Abbey Road, tomada por Ian Macmillan, en la que se borró la silueta de The Beatles y se superpuso la de Paul y el perro, tomada por Linda McCartney.

## Publicación
Extraído de sus conciertos en Australia y en varias ciudades estadounidenses, Paul Is Live se publicó apenas tres años después de su primera gira mundial en quince años, The Paul McCartney World Tour, y de un triple álbum en directo, Tripping the Live Fantastic. Debido a la cercanía entre ambos álbumes, Paul Is Live fue una publicación confusa para críticos y seguidores y, como resultado, se convirtió en uno de los álbumes con ventas más bajas en la carrera de McCartney, alcanzando el puesto 34 en Reino Unido y el 78 en Estados Unidos.
Tras la gira, McCartney se tomó un descanso para desarrollar el proyecto The Beatles Anthology a comienzos de 1994 junto a George Harrison, Ringo Starr y George Martin. El proyecto se prolongó durante dos años, y su siguiente trabajo de estudio, Flaming Pie, no vio la luz hasta 1997. 

## Lista de canciones
| N.º | Título                       | Escritor(es)                    | Duración |  |
| 1.  | «Drive My Car»               | Lennon/McCartney                | 2:34     |  |
| 2.  | «Let Me Roll It»             | Paul McCartney, Linda McCartney | 4:10     |  |
| 3.  | «Looking For Changes»        |                                 | 2:40     |  |
| 4.  | «Peace in the Neighbourhood» |                                 | 4:50     |  |
| 5.  | «All My Loving»              | Lennon/McCartney                | 2:16     |  |
| 6.  | «Robbie's Bit (Thanks Chet)» | Robbie McIntosh                 | 2:00     |  |
| 7.  | «Good Rocking Tonight»       | Roy Brown                       | 2:48     |  |
| 8.  | «We Can Work It Out»         | Lennon/McCartney                | 2:42     |  |
| 9.  | «Hope of Deliverance»        |                                 | 3:29     |  |
| 10. | «Michelle»                   | Lennon/McCartney                | 2:56     |  |
| 11. | «Biker Like An Icon»         |                                 | 3:40     |  |
| 12. | «Here, There and Everywhere» | Lennon/McCartney                | 2:59     |  |
| 13. | «My Love»                    | Paul McCartney, Linda McCartney | 4:06     |  |
| 14. | «Magical Mystery Tour»       | Lennon/McCartney                | 3:15     |  |
| 15. | «C'Mon People»               |                                 | 5:38     |  |
| 16. | «Lady Madonna»               | Lennon/McCartney                | 2:33     |  |
| 17. | «Paperback Writer»           | Lennon/McCartney                | 2:39     |  |
| 18. | «Penny Lane»                 | Lennon/McCartney                | 2:58     |  |
| 19. | «Live and Let Die»           | Paul McCartney, Linda McCartney | 3:51     |  |
| 20. | «Kansas City»                | Jerry Leiber, Mike Stoller      | 3:54     |  |
| 21. | «Welcome to Soundcheck»      |                                 | 0:41     |  |
| 22. | «Hotel in Benidorm»          |                                 | 2:00     |  |
| 23. | «I Wanna Be Your Man»        | Lennon/McCartney                | 2:36     |  |
| 24. | «A Fine Day»                 |                                 | 6:18     |  |

## Músicos
- Paul McCartney: voz, guitarra acústica, guitarra eléctrica, bajo y piano
- Linda McCartney: teclados, percusión y coros
- Hamish Stuart: guitarras acústica y eléctrica, bajo y coros
- Robbie McIntosh: guitarras acústica y eléctrica y coros
- Paul 'Wix' Wickens: teclados, acordeón, guitarra acústica, percusión y coros
- Blair Cunningham: batería y percusión

## Publicación en video
Una película de la gira, titulada "Paul Is Live In Concert - On The New World Tour", fue lanzada en VHS el 22 de marzo de 1994, y más tarde en DVD. Fue dirigida por Aubrey Powell.
El lanzamiento del video incluye la controvertida película previa al concierto, que presenta imágenes antiguas de los Beatles, imágenes en vivo de la época en solitario de "Maybe I'm Amazed" y "Bluebird" de la película Rockshow, luego cambia el tono al incluir imágenes de prueba de animales gráficos (todo lo cual es subrayado por "Live And Let Die" y "Helter Skelter") y, finalmente, imágenes de calentamiento de la banda. El programa comienza con las imágenes de calentamiento, y se reproduce en su totalidad al final del concierto. Se incluía una advertencia de descargo de responsabilidad con respecto a la naturaleza gráfica de las imágenes de animales.

### Listado de canciones del video
El listado de canciones difiere ligeramente del álbum.
1. "Drive My Car" (Lennon–McCartney)
2. "Let Me Roll It" (P. McCartney, L. McCartney)
3. "Looking for Changes"
4. "Peace in the Neighbourhood"
5. "All My Loving" (Lennon–McCartney)
6. "Good Rocking Tonight" (Brown)
7. "We Can Work It Out" (Lennon–McCartney)
8. "Hope of Deliverance"
9. "Michelle" (Lennon–McCartney)
10. "Biker Like an Icon"
11. "Here, There and Everywhere" (Lennon–McCartney)
12. "Magical Mystery Tour" (Lennon–McCartney)
13. "C'Mon People"
14. "Lady Madonna" (Lennon–McCartney)
15. "Paperback Writer" (Lennon–McCartney)
16. "Penny Lane" (Lennon–McCartney)
17. "Live and Let Die" (P. McCartney, L. McCartney)
18. "Kansas City" (Leiber, Stoller)
19. "Let It Be" (Lennon–McCartney)
20. "Yesterday" (Lennon–McCartney)
21. "Hey Jude" (Lennon–McCartney)

## Posición en listas
| País           | Lista                | Posición |
| -------------- | -------------------- | -------- |
| Alemania       | Media Control Chart  | 44       |
| España         | Spanish Albums Chart | 13       |
| Estados Unidos | Billboard 200        | 78       |
| Países Bajos   | Mega Albums Top 100  | 60       |
| Reino Unido    | UK Albums Chart      | 34       |
| Suecia         | Swedish Albums Chart | 23       |